# Constant Pilate
Pour les articles homonymes, voir Pilate.
Constant Léon Maximilien Pilate est un homme politique français né le 12 janvier 1850 à Tours (Indre-et-Loire) et décédé le 20 avril 1933 à Sceaux (Seine).
Chef d'escadron d'artillerie en retraite, il est député de la Seine de 1919 à 1924, inscrit au groupe de l'Action républicaine et sociale. Il s'intéresse plus particulièrement aux questions militaires.

## Distinctions
- Officier de la Légion d'honneur (1906)[1]